# Jon Errasti
Jon Errasti Zabaleta (6 de juny de 1988 a Eibar, Guipúscoa) és un futbolista professional basc que des del 2015 juga com a migcampista defensiu al Spezia Calcio italià. Errasti va jugar en categoria juvenil amb la Real, i va debutar a la segona divisió B amb la Reial Societat de Futbol B.
A finals de juny de 2012 Errasti signar amb el club local SD Eibar, també de Segona B. La seva primera temporada va jugar un total de gairebé 4.000 minuts entre totes les competicions i el seu equip va aconseguir jugar la promoció, i finalment ascendí de categoria.
El 28 de setembre de 2013 Errasti va debutar a la Segona Divisió, en un partit perdut per 2-3 contra el Sporting de Gijón. En aquesta mateixa temporada el conjunt eibarrès va aconseguir un històric ascens a la primera divisió essent Errasti una peça important en aquest assoliment.
Errasti va debutar a La Liga el 24 d'agost de 2014, jugant com a titular en una victòria per 1-0 a casa contra el seu anterior club. Més o menys un any després va marxar a l'estranger per primer cop en la seva carrera, signant contracte amb el club de la Serie B italiana Spezia Calcio.